# ألبراندزفارد
أَلْبِرَنْدِسْفَرْد (بالهولندية: Albrandswaard) إحدى بلديات إقليم جنوب هولندا.